# 東海田町
東海田町（ひがしかいたちよう）は、広島県安芸郡にあった町。現在の海田町の一部にあたる。

## 地理
瀬野川下流の南東に位置していた。

## 歴史
- 1889年（明治22年）4月1日、町村制の施行により、安芸郡奥海田村が村制施行し、奥海田村（おくかいたむら）が発足[3][2]。大字は編成せず[2]。
- 1952年（昭和27年）6月1日、町制施行し東海田町となる[3][4]。
- 1956年（昭和31年）9月30日、安芸郡海田市町と合併し、海田町を新設して廃止された[1][4]。合併後、海田町大字東海田となる[4]。

### 地名の由来
奥海田の由来は、平安末からの荘園開田荘にちなみ、のちに瀬田川河口に海田村（海田市町）が形成されたため奥海田と称した。

## 産業
- 農業[4]

## 教育
- 奥海田小学校[2]